# 디나 마이어
디나 마이어(영어: Dina Meyer, 1968년 12월 22일 ~ )는 미국의 배우이다.

## 출연 작품
- 스타쉽 트루퍼스
- 살인 박쥐의 습격
- 코드명J
- 라이브 - 루스 카터 역